# 悲しきロック・ビート
「悲しきロック・ビート」（原題： Different Drum）は、マイク・ネスミスが作詞作曲し、ストーン・ポニーズが1967年に発表した楽曲。

## 概要
マイク・ネスミスはモンキーズのテレビドラマ『ザ・モンキーズ』の「Too Many Girls」の回（1966年12月放映、日本語タイトルは「スターハント」）で本作品をコミカルに歌っている。オリジナルはブルーグラス・バンドのグリーンブライアー・ボーイズがアルバム『Better Late Than Never』（1966年）で演奏したバージョンとされる。
ロサンゼルスで結成されたロック・バンド、ストーン・ポニーズがレコーディングを決めたとき、グループは当初アコースティックなバラードにするつもりであったが、プロデューサーのニック・ヴェネットはバロック・ポップ的なアプローチをとった。編曲とベースはジミー・ボンド、ギターはアル・ヴィオラ、ドラムズはジム・ゴードン、ハープシコードはドン・ランディが担当した。弦楽器も使用された。結果としてリンダ・ロンシュタットは唯一レコーディングに参加したメンバーとなった。
1967年6月発売のアルバム『Evergreen, Volume 2』に収録された。同年9月に発売されたシングルには「Stone Poneys featuring Linda Ronstadt」と記されている。アルバム・バージョンはハープシコードの間奏がシングルよりも長い。なおのちにロンシュタットは、1976年に発表したベスト・アルバム『Greatest Hits』に「悲しきロック・ビート」を収録している。
1968年1月27日付のビルボード・Hot 100の13位を記録した。キャッシュボックスは12位を記録。ニュージーランドでは5位まで上昇した。
マイク・ネスミス自身のバージョンは1972年のアルバム『And the Hits Just Keep on Comin'』に収録されている。

## その他のバージョン
- ケニー・オデル - 1968年のアルバム『Beautiful People』に収録。
- ラクエル・ウェルチ - 米軍慰問コンサートでの映像が残っている。
- レモンヘッズ - 1990年のシングル。
- ヴィクトリア・ショウ - 1997年のアルバム『Victoria Shaw』に収録。
- ミー・ファースト・アンド・ザ・ギミー・ギミーズ - 2001年のアルバム『Blow in the Wind』に収録。
- マシュー・スウィート&スザンナ・ホフス - 2006年のアルバム『Under the Covers, Vol. 1』に収録。
- ヨ・ラ・テンゴ - 2016年のコンピレーション・アルバム『Murder in the Second Degree』に収録。
- 鈴木祥子 - 2021年11月発売予定のアルバム『My Eternal Songs〜BEARFOREST COVER BOOK vol.1』に収録[5]。